# Heterapoderus franzi
Heterapoderus franzi is een keversoort uit de familie bladrolkevers (Attelabidae). De wetenschappelijke naam van de soort werd in 1974 gepubliceerd door Eduard Voss.